# كأس إفريقيا للأندية البطلة 1991
كأس إفريقيا للأندية البطلة 1991 هي النسخة السابعة والعشرون من مسابقة كرة القدم الدولية السنوية للأندية التي أقيمت برعاية الاتحاد الإفريقي لكرة القدم. حددت هذه البطولة بطل ذلك العام للأندية لكرة القدم في أفريقيا.
فاز النادي الإفريقي التونسي بالمباراة النهائية وأصبح لأول مرة بطلاً للأندية الإفريقية.

## نصف النهائي
| فريق 1             | النتيجة النهائية | فريق 2            | الذهاب | الاياب |
| ------------------ | ---------------- | ----------------- | ------ | ------ |
| النادي الإفريقي    | 4-4 أ            | نكانا الزمبي      | 3–0    | 1-4    |
| نادي ناكيفوبو فيلا | 4-3              | هارتلاند النيجيري | 3-2    | 1–1    |

## النهائي[1]

### الذهاب
| 23 نوفمبر 1991 | النادي الإفريقي | 6 – 2 | ناكيفوبو فيلا |  |

### الإياب
| 14 ديسمبر 1991 | ناكيفوبو فيلا | 1 – 1 (3 – 7 إجم.) | النادي الإفريقي |  |

## هدافي البطولة
| مرتبة | اسم                  | فريق                    | الأهداف |
| ----- | -------------------- | ----------------------- | ------- |
| 1     | فوزي الرويسي         | النادي الإفريقي التونسي | 6       |
| 1     | عادل السليمي         | النادي الإفريقي التونسي | 6       |
| 3     | ندونجويدي            | بترو إتليتيكو الانغولي  | 5       |
| 3     | محمد الهادي عبد الحق | النادي الإفريقي التونسي | 5       |
| 3     | ماجد موسيسي          | ناكيفوبو فيلا الاوغندي  | 5       |
| 6     | منى                  | بترو إتليتيكو الانغولي  | 3       |
| 6     | بوليتو               | بترو إتليتيكو الانغولي  | 3       |
| 6     | موسى نداو            | الوداد البيضاوي المغربي | 3       |